# فانيسا هاردينغ
فانيسا هاردينغ (بالإنجليزية: Vanessa Harding)‏ هي مصارعة محترفة ومديرة (مصارعة محترفة) وممثلة أمريكية، ولدت في 11 أكتوبر 1970 في أتلانتا في الولايات المتحدة.

## وصلات خارجية
- فانيسا هاردينغ على موقع CageMatch worker (الإنجليزية)
- فانيسا هاردينغ على موقع قاعدة بيانات المصارعة على الإنترنت (الإنجليزية)
- فانيسا هاردينغ على موقع IMDb (الإنجليزية)
- فانيسا هاردينغ على موقع قاعدة بيانات الفيلم (الإنجليزية)